# Démographie de Seine-et-Marne
La démographie de Seine-et-Marne est caractérisée par une forte densité et une population jeune qui croît rapidement depuis les années 1950.
Avec ses 1 452 399 habitants en 2022, le département français de Seine-et-Marne se situe en 11e position sur le plan national.
En six ans, de 2015 à 2021, sa population s'est accrue de près de 48 000 unités, c'est-à-dire de plus ou moins 8 000 personnes par an. Mais cette variation est différenciée selon les 507 communes que comporte le département.
La densité de population de Seine-et-Marne, 245,5 habitants par kilomètre carré en 2022, est deux fois supérieure à celle de la France entière qui est de 107,1 hab./km2 pour la même année.

## Évolution démographique du département de Seine-et-Marne
En 2022, le département comptait 1 452 399 habitants, en évolution de +3,92 % par rapport à 2016 (France hors Mayotte : +2,11 %).
| 1791 | 1801    | 1806    | 1821 | 1826 | 1831    | 1836    | 1841    | 1846 |
| ---- | ------- | ------- | ---- | ---- | ------- | ------- | ------- | ---- |
| -    | 299 160 | 304 068 | -    | -    | 323 893 | 325 881 | 333 311 | -    |

| 1851    | 1856    | 1861    | 1866    | 1872    | 1876    | 1881    | 1886    | 1891    |
| ------- | ------- | ------- | ------- | ------- | ------- | ------- | ------- | ------- |
| 345 076 | 341 382 | 352 312 | 354 400 | 341 490 | 347 323 | 348 991 | 355 136 | 356 747 |

| 1896    | 1901    | 1906    | 1911    | 1921    | 1926    | 1931    | 1936    | 1946    |
| ------- | ------- | ------- | ------- | ------- | ------- | ------- | ------- | ------- |
| 359 044 | 358 325 | 361 939 | 363 561 | 349 234 | 380 017 | 406 108 | 409 311 | 407 137 |

| 1954    | 1962    | 1968    | 1975    | 1982    | 1990      | 1999      | 2006      | 2011      |
| ------- | ------- | ------- | ------- | ------- | --------- | --------- | --------- | --------- |
| 453 438 | 524 486 | 604 340 | 755 762 | 887 112 | 1 078 166 | 1 193 767 | 1 273 488 | 1 338 427 |

| 2016      | 2021      | 2022      | - | - | - | - | - | - |
| --------- | --------- | --------- | - | - | - | - | - | - |
| 1 397 665 | 1 438 100 | 1 452 399 | - | - | - | - | - | - |

## Population par divisions administratives

### Arrondissements
Le département de Seine-et-Marne comporte cinq arrondissements. La population se concentre principalement sur l'arrondissement de Torcy, qui recense 32 % de la population totale du département en 2022, avec une densité de 1 228,1 hab./km2, contre 24 % pour l'arrondissement de Meaux, 20 % pour celui de Melun, 13 % pour celui de Provins et 11 % pour celui de Fontainebleau.
| Arrondissement  | Population(2022) | Variation(2022/2016)                       | Superficie(km2) | Densité(hab./km2) |
| --------------- | ---------------- | ------------------------------------------ | --------------- | ----------------- |
| Torcy           | 468 887          | en évolution de +9,21 % par rapport à 2016 | 381,8           | 1 228,1           |
| Meaux           | 346 066          | en évolution de +0,84 % par rapport à 2016 | 1 343,3         | 257,6             |
| Melun           | 294 174          | en évolution de +5,51 % par rapport à 2016 | 617,1           | 476,7             |
| Provins         | 186 614          | en évolution de −1,86 % par rapport à 2016 | 2 344,6         | 79,6              |
| Fontainebleau   | 156 658          | en évolution de +0,3 % par rapport à 2016  | 1 228,5         | 127,5             |
| Source : Insee. |                  |                                            |                 |                   |

### Communes de plus de20 000 habitants
Sur les 507 communes que comprend le département de Seine-et-Marne, 136 ont en 2021 une population municipale supérieure à 2 000 habitants, 65 ont plus de 5 000 habitants, 36 ont plus de 10 000 habitants, 22 ont plus de 15 000 habitants, 17 ont plus de 20 000 habitants et huit ont plus de 25 000 habitants : Meaux, Chelles, Melun, Pontault-Combault, Savigny-le-Temple, Villeparisis, Bussy-Saint-Georges et Champs-sur-Marne.
Les évolutions respectives des communes de plus de 20 000 habitants sont présentées dans le tableau ci-après.
| Commune               | Population(2022) | Variation(2022/2016)                       | Superficie(km2) | Densité(hab./km2) |
| --------------------- | ---------------- | ------------------------------------------ | --------------- | ----------------- |
| Meaux                 | 56 659           | en évolution de +4,28 % par rapport à 2016 | 14,98           | 3 782,3           |
| Chelles               | 54 372           | en évolution de +0,32 % par rapport à 2016 | 15,9            | 3 419,6           |
| Melun                 | 43 685           | en évolution de +8,59 % par rapport à 2016 | 8,04            | 5 433,5           |
| Pontault-Combault     | 38 941           | en évolution de +1,6 % par rapport à 2016  | 13,64           | 2 854,9           |
| Savigny-le-Temple     | 30 630           | en évolution de +1,77 % par rapport à 2016 | 11,97           | 2 558,9           |
| Villeparisis          | 26 794           | en évolution de +1,77 % par rapport à 2016 | 8,29            | 3 232,1           |
| Bussy-Saint-Georges   | 26 334           | en évolution de −2,36 % par rapport à 2016 | 13,39           | 1 966,7           |
| Champs-sur-Marne      | 26 661           | en évolution de +7,59 % par rapport à 2016 | 7,35            | 3 627,3           |
| Roissy-en-Brie        | 23 521           | en évolution de +1,8 % par rapport à 2016  | 13,65           | 1 723,2           |
| Dammarie-les-Lys      | 23 252           | en évolution de +6,22 % par rapport à 2016 | 10,24           | 2 270,7           |
| Torcy                 | 22 939           | en évolution de −1,19 % par rapport à 2016 | 6               | 3 823,2           |
| Montereau-Fault-Yonne | 21 840           | en évolution de +12,8 % par rapport à 2016 | 9,1             | 2 400             |
| Combs-la-Ville        | 22 712           | en évolution de +2,25 % par rapport à 2016 | 14,48           | 1 568,5           |
| Lagny-sur-Marne       | 21 433           | en évolution de +0,79 % par rapport à 2016 | 5,72            | 3 747             |
| Ozoir-la-Ferrière     | 20 969           | en évolution de +3,83 % par rapport à 2016 | 15,58           | 1 345,9           |
| Mitry-Mory            | 20 393           | en évolution de +2,42 % par rapport à 2016 | 29,95           | 680,9             |
| Le Mée-sur-Seine      | 19 527           | en évolution de −5,89 % par rapport à 2016 | 5,34            | 3 656,7           |
| Source : Insee.       |                  |                                            |                 |                   |

## Structures des variations de population

### Soldes naturels et migratoires depuis 1968
La variation moyenne annuelle est positive mais en baisse depuis les années 1970, passant de 3,3 à 0,6 %.
Le solde naturel annuel qui est la différence entre le nombre de naissances et le nombre de décès enregistrés au cours d'une même année, fluctue entre 0,7 et 0,8 %. La baisse du taux de natalité, qui passe de 17,6 à 13,2 ‰, est en fait compensée par une baisse équivalente du taux de mortalité, qui parallèlement passe de 10,3 à 6,7 ‰.
Le flux migratoire devient négatif sur la période courant de 1968 à 2021, passant de 2,5 à −0,1 %. 
| Indicateurs démographiques                       | 1968 à1975 | 1975 à1982 | 1982 à1990 | 1990 à1999 | 1999 à2010 | 2010 à2015 | 2015 à2021 |
| ------------------------------------------------ | ---------- | ---------- | ---------- | ---------- | ---------- | ---------- | ---------- |
| Variation annuelle moyenne de la population en % | 3,3        | 2,3        | 2,5        | 1,1        | 1,0        | 1,0        | 0,6        |
| - due au solde naturel en %                      | 0,7        | 0,6        | 0,7        | 0,8        | 0,8        | 0,8        | 0,7        |
| - due au solde apparent des entrées sorties en % | 2,5        | 1,7        | 1,7        | 0,4        | 0,2        | 0,1        | -0,1       |
| Taux de natalité en ‰                            | 17,6       | 15,1       | 15,2       | 14,6       | 14,5       | 14,5       | 13,2       |
| Taux de mortalité en ‰                           | 10,3       | 8,9        | 7,8        | 6,9        | 6,5        | 6,3        | 6,7        |
| Source : Insee.                                  |            |            |            |            |            |            |            |

### Mouvements naturels sur la période 2014-2022
En 2014, 19 708 naissances ont été dénombrées contre 8 490 décès. Le nombre annuel des naissances a diminué depuis cette date, passant à 18 239 en 2022, indépendamment à une augmentation, mais relativement faible, du nombre de décès, avec 10 367 en 2022. Le solde naturel est ainsi positif et diminue, passant de 11 218 à 7 872.
Pour des raisons techniques, il est temporairement impossible d'afficher le graphique qui aurait dû être présenté ici.

## Densité de population
La densité de population est en augmentation depuis 1968, en cohérence avec l'augmentation de la population.
En 2021, la densité était de 243,1 hab./km2.
| 1968 |  | 102.2 |  |

| 1975 |  | 127.8 |  |

| 1982 |  | 150.0 |  |

| 1990 |  | 182.3 |  |

| 1999 |  | 201.8 |  |

| 2010 |  | 224.0 |  |

| 2015 |  | 235.0 |  |

| 2021 |  | 243.1 |  |

## Répartition par sexes et tranches d'âges
La population du département est plus jeune qu'au niveau national.
En 2021, le taux de personnes d'un âge inférieur à 30 ans s'élève à 39,2 %, soit au-dessus de la moyenne nationale (35,1 %). À l'inverse, le taux de personnes d'âge supérieur à 60 ans est de 20,5 % la même année, alors qu'il est de 26,6 % au niveau national.
En 2021, le département comptait 699 927 hommes pour 738 173 femmes, soit un taux de 51,33 % de femmes, légèrement inférieur au taux national (51,61 %).
Les pyramides des âges du département et de la France s'établissent comme suit.
| Hommes | Classe d’âge | Femmes |
| ------ | ------------ | ------ |
| 0,4    | 90 ou +      | 1,2    |
| 4,9    | 75-89 ans    | 6,5    |
| 13,6   | 60-74 ans    | 14,3   |
| 20,2   | 45-59 ans    | 19,8   |
| 20,1   | 30-44 ans    | 20,6   |
| 19,2   | 15-29 ans    | 17,9   |
| 21,7   | 0-14 ans     | 19,7   |

| Hommes | Classe d’âge | Femmes |
| ------ | ------------ | ------ |
| 0,7    | 90 ou +      | 1,9    |
| 7,0    | 75-89 ans    | 9,5    |
| 16,6   | 60-74 ans    | 17,5   |
| 20,0   | 45-59 ans    | 19,5   |
| 18,8   | 30-44 ans    | 18,3   |
| 18,3   | 15-29 ans    | 16,7   |
| 18,6   | 0-14 ans     | 16,7   |

## Répartition par catégories socioprofessionnelles
La catégorie socioprofessionnelle des professions intermédiaires est surreprésentée par rapport au niveau national. Avec 17,8 % en 2021, elle est 3,4 points au-dessus du taux national (14,4 %). La catégorie socioprofessionnelle des retraités est quant à elle sous-représentée par rapport au niveau national. Avec 21,1 % en 2021, elle est 5,7 points en dessous du taux national (26,8 %).
| Catégorie socioprofessionnelle                    | 2015      | 2015 | 2021      | 2021 | Détails de l'année 2021 | Détails de l'année 2021 | Détails de l'année 2021            | Détails de l'année 2021            | Détails de l'année 2021            |
| Catégorie socioprofessionnelle                    | Nb        | %    | Nb        | %    | Hommes                  | Femmes                  | Part en % de la population âgée de | Part en % de la population âgée de | Part en % de la population âgée de |
| Catégorie socioprofessionnelle                    | Nb        | %    | Nb        | %    | Hommes                  | Femmes                  | 15 à 24 ans                        | 25 à 54 ans                        | 55 ans ou +                        |
| ------------------------------------------------- | --------- | ---- | --------- | ---- | ----------------------- | ----------------------- | ---------------------------------- | ---------------------------------- | ---------------------------------- |
| Agriculteurs exploitants                          | 2 808     | 0,3  | 2 438     | 0,2  | 1 725                   | 713                     | 0,0                                | 0,2                                | 0,3                                |
| Artisans, commerçants, chefs d'entreprise         | 35 304    | 3,2  | 38 883    | 3,4  | 28 229                  | 10 653                  | 0,7                                | 4,9                                | 2,4                                |
| Cadres et professions intellectuelles supérieures | 113 462   | 10,4 | 126 899   | 11,1 | 73 098                  | 53 801                  | 2,2                                | 17,0                               | 6,3                                |
| Professions intermédiaires                        | 196 022   | 17,9 | 204 592   | 17,8 | 94 667                  | 109 925                 | 9,9                                | 27,0                               | 7,9                                |
| Employés                                          | 215 151   | 19,7 | 214 106   | 18,7 | 62 124                  | 151 983                 | 16,2                               | 26,4                               | 8,3                                |
| Ouvriers                                          | 131 332   | 12,0 | 127 012   | 11,1 | 103 160                 | 23 851                  | 9,8                                | 15,4                               | 5,3                                |
| Retraités                                         | 225 643   | 20,7 | 241 960   | 21,1 | 110 756                 | 131 204                 | 0,0                                | 0,2                                | 61,9                               |
| Autres personnes sans activité professionnelle    | 172 532   | 15,8 | 192 074   | 16,7 | 78 218                  | 113 856                 | 61,1                               | 9,1                                | 7,5                                |
| Ensemble                                          | 1 092 255 | 100  | 1 147 963 | 100  | 551 978                 | 595 986                 | 100                                | 100                                | 100                                |
| Sources : Insee,.                                 |           |      |           |      |                         |                         |                                    |                                    |                                    |